# Frank Klepacki
Frank Klepacki (ur. 25 maja 1974) – amerykański muzyk i kompozytor polskiego pochodzenia tworzący muzykę do gier komputerowych. Najbardziej znany jest jako autor muzyki do serii Command & Conquer. W wieku 17 lat dołączył do Westwood Studios, gdzie napisał muzykę do serii Lands of Lore, Dune, Command & Conquer, The Legend of Kyrandia, Mystery of Shaggot, Helly naked rider oraz gry Blade Runner. Za ścieżkę dźwiękową do Command & Conquer: Red Alert otrzymał dwie nagrody.
Klepacki pracuje dla firmy Petroglyph, dla której napisał soundtrack do gry Star Wars: Empire at War. Skomponował też utwór „Hell March 3” do gry Command & Conquer: Red Alert 3.